# Ông Thẻ
Ông Thẻ hay Quan Thẻ là tên gọi chung của 5 cây thẻ bằng gỗ "lào táo" (một loại gỗ có độ bền cao ở vùng Bảy Núi), đã được cắm trên địa bàn hai tỉnh An Giang và Kiên Giang thuộc Việt Nam

## Giới thiệu sơ lược
Theo giảng Nhà láng của đạo Bửu Sơn Kỳ Hương và lời truyền lại, vào khoảng năm 1851, vâng lệnh thầy là Phật Thầy Tây An (Đoàn Minh Huyên), Quản cơ Trần Văn Thành cùng một số người lên núi tìm gỗ "lào táo" rồi đẽo gọt thành hình búp sen và khắc bốn chữ "Bửu Sơn Kỳ Hương", rồi đem cắm 5 cây thẻ ở 4 phương và 1 cây thẻ ở trung tâm.
Cũng theo quyển giảng ấy, thì Phật Thầy Tây An có viết rằng cắm thẻ là để nhằm ngăn chặn "kẻ dữ" xâm phạm chủ quyền địa giới (chứ không nói gì đến việc trấn ếm hay giải trừ trấn ếm của ai). Bởi vậy có ý kiến cho rằng, việc cắm thẻ ở các nơi thuộc vùng Thất Sơn có thể mang ý nghĩa là những cột mốc để người trong đạo biết chừng mà bảo vệ "chủ quyền", ngăn chặn kẻ gian lấn cướp thành quả do chính mình khai phá...
Sau đó vì tín ngưỡng, tín đồ Bửu Sơn Kỳ Hương đã xem các cây thẻ là những "vật thiêng", đã lập miếu thờ và gọi tôn là "Ông Thẻ" hay "Quan Thẻ". Điều này, không lạ bởi nó được dùng rất nhiều và phổ biến trong dân gian Nam Bộ. Ví dụ như con cọp thì gọi "ông Cọp", con cá sấu thì gọi "ông Năm Chèo", đôi trâu của Phật Thầy Tây An dùng để khai hoang thì gọi là "ông Sấm, ông Sét"...

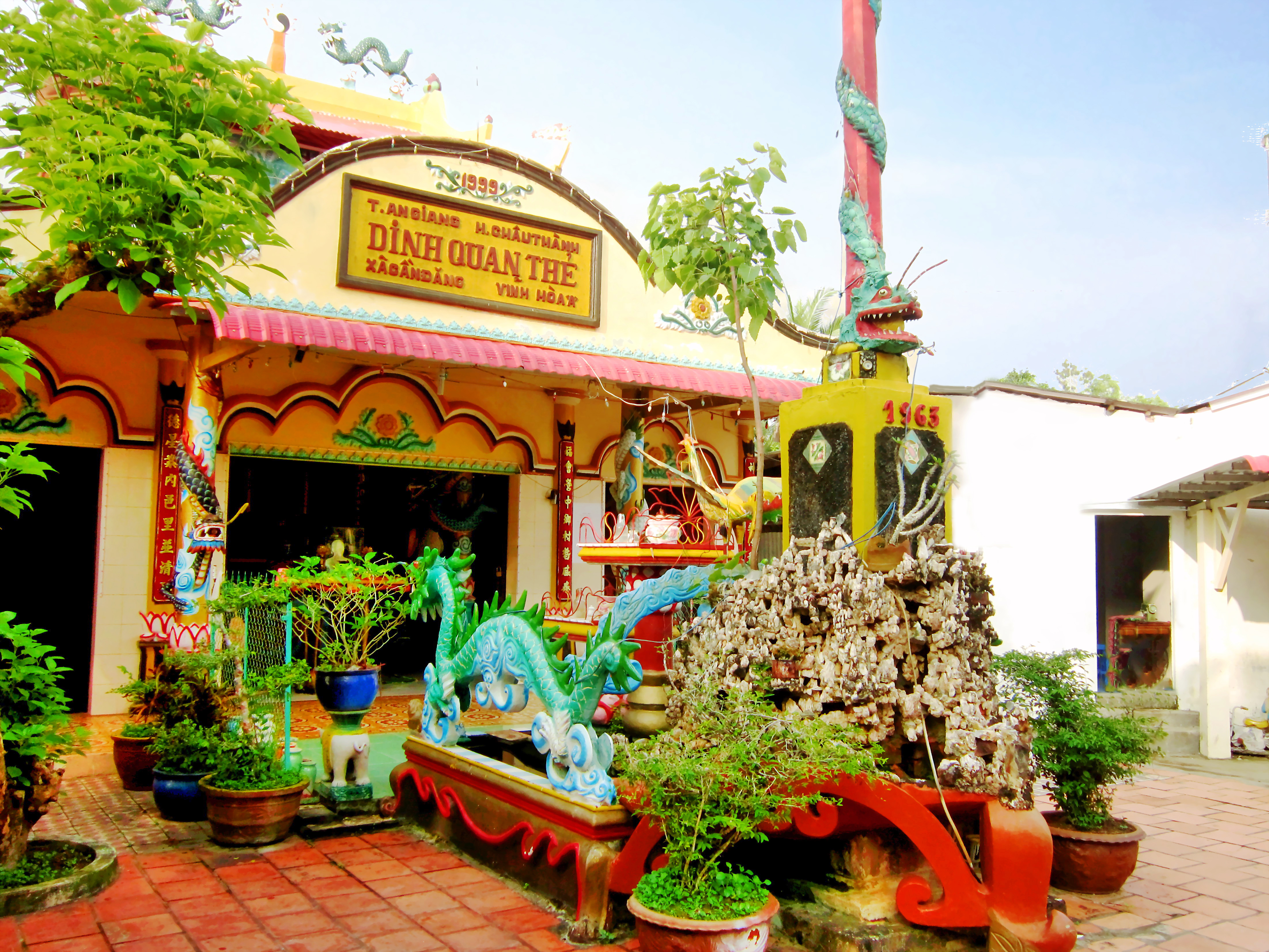
Dinh Quan Thẻ (cây thẻ số 1) ở Cần Đăng

Dưới đây là vị trí 5 cây thẻ:
- Cây thẻ số 1 có tên là Đông phương Thanh Đế được cắm ở làng Cần Đăng; nay thuộc huyện Châu Thành, tỉnh An Giang. Thẻ được cắm ở vị trí trước bàn thông thiên (phía sau cột cờ), tuy nhiên do thời gian, thẻ đã bị đất bồi lấp nên không còn nhìn thấy được.
- Cây thẻ thứ 2 có tên là Bắc phương Hắc Đế được cắm ở làng Vĩnh Thạnh Trung; nay thuộc huyện Châu Phú, tỉnh An Giang. Đây là cây thẻ lộ thiên được quấn lớp vải đỏ thờ rất nghiêm trang trong một đền thờ giữa 2 hàng gươm giáo.
- Cây thẻ số 3 có tên là Tây phương Bạch Đế được cắm ở chùa Bồng Lai (Bồng Lai Cổ Tự) bên kênh Vĩnh Tế ở Châu Đốc.
- Cây thẻ số 4 có tên là Nam phương Xích Đế được cắm ở làng Vĩnh Điều; nay thuộc huyện Giang Thành, tỉnh Kiên Giang. Nhưng vì thẻ ở giữa khu rừng tràm ngập nước nên ngày nay đã mất dấu.
- Cây thẻ số 5 có tên là Trung ương Huỳnh Đế được cắm tại "trung tâm", hiện ở ấp Vồ Đầu trên núi Cấm; nay thuộc thị xã Tịnh Biên, tỉnh An Giang .